# Strauzia longipennis
Espèce
La mouche du tournesol (Strauzia longipennis) est une espèce d'insectes diptères de la famille des Tephritidae. Il s'agit d'un ravageur secondaire dans la culture du tournesol (Helianthus sp.). Les larves de cette espèce se développent dans la tige et se nourrissent des tissus végétaux. En s'alimentant, elles affaiblissent la plante et la rendent fragile, sensible aux maladies et à la verse. La mouche du tournesol est une espèce nord-américaine mais on la retrouve maintenant en Europe. 

## Description
L'adulte mesure près de 6 mm de long et a une envergure de près de 7 mm. Le thorax et l'abdomen sont de couleur jaune pâle. Les ailes possèdent des motifs jaune brunâtre avec une tache en forme de « F » près de la marge. Les adultes peuvent être très actifs durant la journée. Généralement, l'adulte vit près de 2 semaines.
La larve est de couleur jaune crème et peut mesurer jusqu'à 5 mm. Le cycle larvaire se complète en 30 jours. La larve réalise sa pupaison au sol. 